# 新平島
新平島（印尼語：Pulau Simping），舊稱兩頭椰島（Pulau Kelapa Dua），是位於印度尼西亞西加里曼丹省山口洋市的一座島嶼，為聯合國教育、科學及文化組織認可的「世界上最小的島嶼」，其面積2,033平方公尺，該島由沙、岩石、幾棵樹組成。新平島上有一座拿督公壇、為該島的守護者奉祀。